# Belgien i olympiska sommarspelen 1984
Belgien deltog med 63 deltagare vid de olympiska sommarspelen 1984 i Los Angeles. Totalt vann de en guldmedalj, en silvermedalj och två bronsmedaljer.

## Medaljer

### Guld
- Roger Ilegems - Cykling, Poänglopp

### Silver
- Dirk Crois och Pierre-Marie Deloof - Rodd

### Brons
- Ann Haesebrouck - Rodd
- Ingrid Lempereur - Simning, 200 m bröstsim

## Bågskytte
Damernas individuella
- Marie Claire van Stevens — 2431 poäng (→ 22:e plats)
- Raymonda Verlinden — 2288 poäng (→ 40:e plats)

Herrarnas individuella
- Marnix Vervinck — 2519 poäng (→ 7:e plats)
- Patrick DeKoning — 2486 poäng (→ 14:e plats)
- Willy van den Bossche — 2454 poäng (→ 26:e plats)

## Cykling
Herrarnas poänglopp
- Roger Ilegems
  - Final — 37 poäng (→  Guld)

- Rudi Ceyssens
  - Final — 16 poäng (→ 11:e plats)

## Friidrott
Herrarnas 5 000 meter
- Bob Verbeeck
  - Heat — 13:46,27
  - Semifinal — 13:46,03 (→ gick inte vidare)

- Vincent Rousseau
  - Heat — 13:57,96 (→ gick inte vidare)

Herrarnas maraton
- Karel Lismont — 2:17:07 (→ 24:e plats)
- Armand Parmentier — 2:18:10 (→ 30:e plats)
- Johan Geirnaert — 2:21:35 (→ 41:a plats)

Herrarnas höjdhopp
- Eddy Annys
  - Kval — 2,21m (→ gick inte vidare)

Herrarnas längdhopp
- Ronald Desruelles
  - Kval — startade inte (→ gick inte vidare, ingen placering)

Damernas maraton
- Ria Van Landeghem
  - Final — 2:37:11 (→ 21:a plats)

- Marie-Christine Deurbroeck
  - Final — 2:38:01 (→ 24:e plats)

- Francine Peeters
  - Final — 2:42:22 (→ 29:e plats)

Damernas höjdhopp
- Christine Soetewey
  - Kval — 1,80m (→ gick inte vidare, 22:a plats)

## Fäktning
Herrarnas florett
- Thierry Soumagne
- Peter Joos
- Stefan Joos

Herrarnas florett, lag
- Thierry Soumagne, Peter Joos, Stefan Joos, Stéphane Ganeff

Herrarnas värja
- Stéphane Ganeff
- Thierry Soumagne
- Stefan Joos

## Simhopp
Herrarnas 3 m
- Tom Lemaire
  - Kval — 515,16 poäng (→ gick inte vidare, 16:e plats)